# Mas Jonquer (Vilanant)
El Mas Jonquer és una masia de Vilanant (Alt Empordà) inclosa a l'Inventari del Patrimoni Arquitectònic de Catalunya. Situat a uns tres quilòmetres a ponent del nucli urbà de la població de Vilanant, prop del rec de Cistella, al paratge del pla del mas Palau.

## Descripció
Masia aïllada de grans dimensions formada per diversos cossos adossats, que li proporcionen una planta rectangular. Presenta la coberta de teula de dos vessants i està distribuït en planta baixa i dos pisos. La façana principal, orientada al sud-est, presenta un portal d'accés de mig punt adovellat, amb els brancals bastits amb carreus de pedra ben desbastats. Al seu costat, integrades al parament de la façana, hi ha dues rodes de molí de pedra. La resta d'obertures són rectangulars, les del primer pis bastides amb carreus de pedra ben desbastats, les llindes planes i els ampits motllurats. Diverses llindes estan gravades amb inscripcions i motius decoratius de difícil lectura. Les finestres de la part de llevant del parament han estat restituïdes. Per contra, les finestres del segon pis estan bastides en maons o bé presenten els emmarcaments arrebossats. Hi ha una terrassa descoberta actualment restituïda. La façana sud-oest presenta les finestres de la planta baixa i del pis superior restituïdes, mentre que les del primer pis conserven els emmarcaments en pedra. La façana nord-est combina obertures allindades amb d'altres de restituïdes, amb els emmarcaments arrebossats. La part posterior de l'edifici ha estat completament transformada.
La construcció està bastida en pedra desbastada i sense treballar, lligada amb morter de calç. A les cantonades hi ha carreus de pedra ben escairats. Una bona part de la façana principal i la nord-est estan arrebossades i pintades.

## Història
Mas del segle xvii amb reformes i ampliacions posteriors. L'any 2006 fou restaurat i renovat i actualment funciona com a casa de turisme rural.